# Distretto di Dan Chang
Il distretto di Dan Chang (in thailandese: ด่านช้าง) è un distretto (amphoe) della Thailandia, situato nella provincia di Suphanburi.